# Schwarzer Engel
Schwarzer Engel är en tysk musikgrupp från Stuttgart som är aktiv sedan år 2007. Bandnamnet betyder "svarta ängeln" på tyska och är inspirerat av en dröm där sångaren såg en svart ängel flyga över ett övergivet slagfält med pampig orkestermusik i bakgrunden. Musikaliskt spelar de en form av symfonisk gothic metal med inslag av bland annat melodisk dödsmetal, black metal, industrimetal, darkwave och neue deutsche härte. 

## Medlemmar

### Nuvarande medlem
- Dave Jason – sång, gitarr, synthesizer, trummor, låttexter, orkesterarrangemang (2007–)

### Livemedlemmar
- Bert Oeler – basgitarr
- Carlo Schmidt – trummor
- Vincent Hübusch – gitarr
- Timo Joos – gitarr, bakgrundssång (2017–)

### Tidigare livemedlemmar
- Linda Radwanski – trummor
- Ben Hell (Benjamin Hölle) – trummor
- Stefan Griesshammer – gitarr
- Jens Lindmaier – gitarr
- Marcel Woitowicz – trummor (2011–?)

## Diskografi

### Album
- 2010 – Apokalypse (Trisol Music Group)
- 2011 – Träume einer Nacht (Trisol Music Group)
- 2013 – In brennenden Himmeln (Massacre Records / Soulfood)
- 2015 – Imperium I - Im Reich der Götter (Massacre Records)
- 2016 – Imperium II - Titania (Trisol Music Group)
- 2018 – Kult der Krähe (Massacre Records)
- 2022 – Sieben (Massacre Records)
- 2024 – Höhere Gewalt (Independent)

### EP
- 2010 – Geister und Dämonen (Trisol Music Group)
- 2013 – Schwarze Sonne (Massacre Records / Soulfood)
- 2016 – Götterfunken (Trisol Music Group / darkTunes Music Group)
- 2017 – Sinnflut (Massacre Records)
- 2020 – Kreuziget mich
- 2024 – 100 Jahre